# Virtus Eirene Ragusa 2014-2015
La stagione 2014-2015 è la seconda che la Virtus Eirene Ragusa ha disputato in Serie A1 femminile.

## Verdetti stagionali
Competizioni nazionali
- Serie A1:

stagione regolare: 2º posto su 13 squadre (20-4);
play-off: sconfitta in finale da Schio (2-3).
- Coppa Italia:

finale persa contro Schio.

## Rosa
| Giocatrici |
| ---------- |

| N° | Naz.                   | Ruolo | Sportivo          | Anno | Alt. |  |
| -- | ---------------------- | ----- | ----------------- | ---- | ---- |  |
| 4  | Croazia (bandiera)     | A     | Jelena Ivezić     | 1984 | 184  |  |
| 5  | Italia (bandiera)      | P     | Gaia Gorini       | 1992 | 178  |  |
| 6  | Italia (bandiera)      | A     | Sabrina Cinili    | 1989 | 190  |  |
| 7  | Italia (bandiera)      | G     | Paola Mauriello   | 1981 | 184  |  |
| 8  | Italia (bandiera)      | G     | Virginia Galbiati | 1992 | 173  |  |
| 11 | Stati Uniti (bandiera) | AC    | Ashley Walker     | 1987 | 187  |  |
| 13 | Italia (bandiera)      | P     | Débora González   | 1990 | 170  |  |
| 15 | Italia (bandiera)      | AC    | Jenifer Nadalin   | 1983 | 187  |  |
| 20 | Italia (bandiera)      | A     | Lia Valerio       | 1987 | 181  |  |
| 33 | Stati Uniti (bandiera) | AC    | Plenette Pierson  | 1981 | 188  |  |

| Staff tecnico                                    |
| ------------------------------------------------ |
| Allenatore: Nino Molino                          |
| Vice allenatore: Maurizio Ferrara                |
| Allenatore settore giovanile : Gianni Recupido   |
| Addetto statistiche : Valeria Padua              |
| Preparatore atletico: Giuseppe Bocchieri         |
| Fisioterapista: Renato Chessari, Carlo Schembari |
| Medico sociale: Emanuele Bocchieri               |
| Addetto arbitri: Maurizio Vincenzi               |

| Giocatrici acquisite a stagione in corso |
| ---------------------------------------- |

| N° | Naz.              | Ruolo | Sportivo                     | Anno | Alt. |  |
| -- | ----------------- | ----- | ---------------------------- | ---- | ---- |  |
| 9  | Italia (bandiera) |       | Sara Canova (dal 22 gen.)    | 1989 | 174  |  |
| 10 | Italia (bandiera) |       | Giulia Bennardo (dal 7 ott.) | 1999 |      |  |

| Under aggregate alla prima squadra |
| ---------------------------------- |

| N° | Naz.              | Ruolo | Sportivo          | Anno | Alt. |  |
| -- | ----------------- | ----- | ----------------- | ---- | ---- |  |
| 16 | Italia (bandiera) |       | Sara Saggese      | 1998 |      |  |
| 17 | Italia (bandiera) |       | Simona Sorrentino | 1998 |      |  |

## Dirigenza
La dirigenza è composta da:
- Presidente: Gianstefano Passalacqua
- Vicepresidente: Davide Passalacqua
- Segretario: Giovanni Carbone
- Dirigente accompagnatore: Giovanni Criscione
- Dirigente responsabile: Salvatore Padua
- Addetti stampa: Michele Farinaccio
- Addetto marketing e logistica: Raffaele Carnemolla
- Responsabile settore giovanile: Gianni Recupido